# Miramar, Motozintla
Miramar är en ort i Mexiko.   Den ligger i kommunen Motozintla och delstaten Chiapas, i den sydöstra delen av landet, 900 km sydost om huvudstaden Mexico City. Miramar ligger 1 361 meter över havet och antalet invånare är 369.
Terrängen runt Miramar är kuperad åt sydväst, men åt nordost är den bergig. Runt Miramar är det tätbefolkat, med 297 invånare per kvadratkilometer. Närmaste större samhälle är Huixtla, 15,0 km sydväst om Miramar. I omgivningarna runt Miramar växer i huvudsak städsegrön lövskog.